# Кейстери, Теэму
Теэму Кейстери (фин. Teemu Keisteri; род. 22 августа 1985 года) — финский визуальный художник и диджей, известный под своим сценическим псевдонимом Windows95man. Как визуальный художник он получил признание в Финляндии благодаря своим картинам и гравюрам с изображением вымышленного персонажа Уккели (букв. «Старик»), который он создал в 2008 году. Как ди-джей, его стиль музыки и внешний вид вдохновлены 1990-ми годами, когда была выпущена операционная система Windows 95. Он представлял Финляндию на конкурсе песни «Евровидение-2024» с песней «No Rules!» вместе с певцом Хенри Пииспаненом, занял 19 место.

## Биография и карьера
Кейстери изучал фотографию в Институте дизайна в Лахти. Он отмечает, что во время учебы понял, что является скорее визуальным художником, чем фотографом. Кейстери также известен как видеохудожник, танцовщик и ди-джей. Он также имеет собственную художественную галерею под названием Kalleria в Каллио, Хельсинки.
В 2024 году Кейстери участвовал как Windows95man вместе с Генри Пииспаненом (вокал) в нацотборе Uuden Musiikin Kilpailu с песней «No Rules!». Несмотря на то, что он занял последнее место в голосовании жюри, он занял первое место в общем зачете с 313 баллами благодаря телеголосованию в Финляндии. Таким образом, он был выбран представлять свою страну на конкурсе песни «Евровидение-2024».